# Муратово (Красноярский край)
Муратово — деревня в Большемуртинском районе Красноярского края. Входит в состав Таловского сельсовета.

## География
Деревня находится в центральной части края, в подтаёжно-лесостепном районе лесостепной зоны, на левом берегу реки Нижней, к востоку от автодороги 04К-044, на расстоянии приблизительно 31 километра (по прямой) к северо-востоку от Большой Мурты, административного центра района. Абсолютная высота — 215 метров над уровнем моря.
Климат
Климат характеризуется как резко континентальный, с продолжительной морозной зимой и коротким тёплым летом. Средняя температура воздуха самого тёплого месяца (июля) составляет 17,8 °C (абсолютный максимум — 38 °C); самого холодного (января) — −20,4 °C (абсолютный минимум — −60 °C). Среднегодовое количество атмосферных осадков составляет 350 мм. Снежный покров держится в течение 180 дней.

## История
Основана в 1911 году. По данным 1926 года имелось 78 хозяйств и проживало 430 человек (215 мужчин и 215 женщин). В национальном составе населения того периода преобладали русские. Функционировала школа I ступени. В административном отношении являлась центром Муратовского сельсовета Больше-Муртинского района Красноярского округа Сибирского края.

## Население
| 2010 |
| ---- |
| 169  |

Половой состав
По данным Всероссийской переписи населения 2010 года в гендерной структуре населения мужчины составляли 45 %, женщины — соответственно 55 %.
Национальный состав
Согласно результатам переписи 2002 года, в национальной структуре населения русские составляли 92 % из 161 чел.